# Camposanto Monumentale

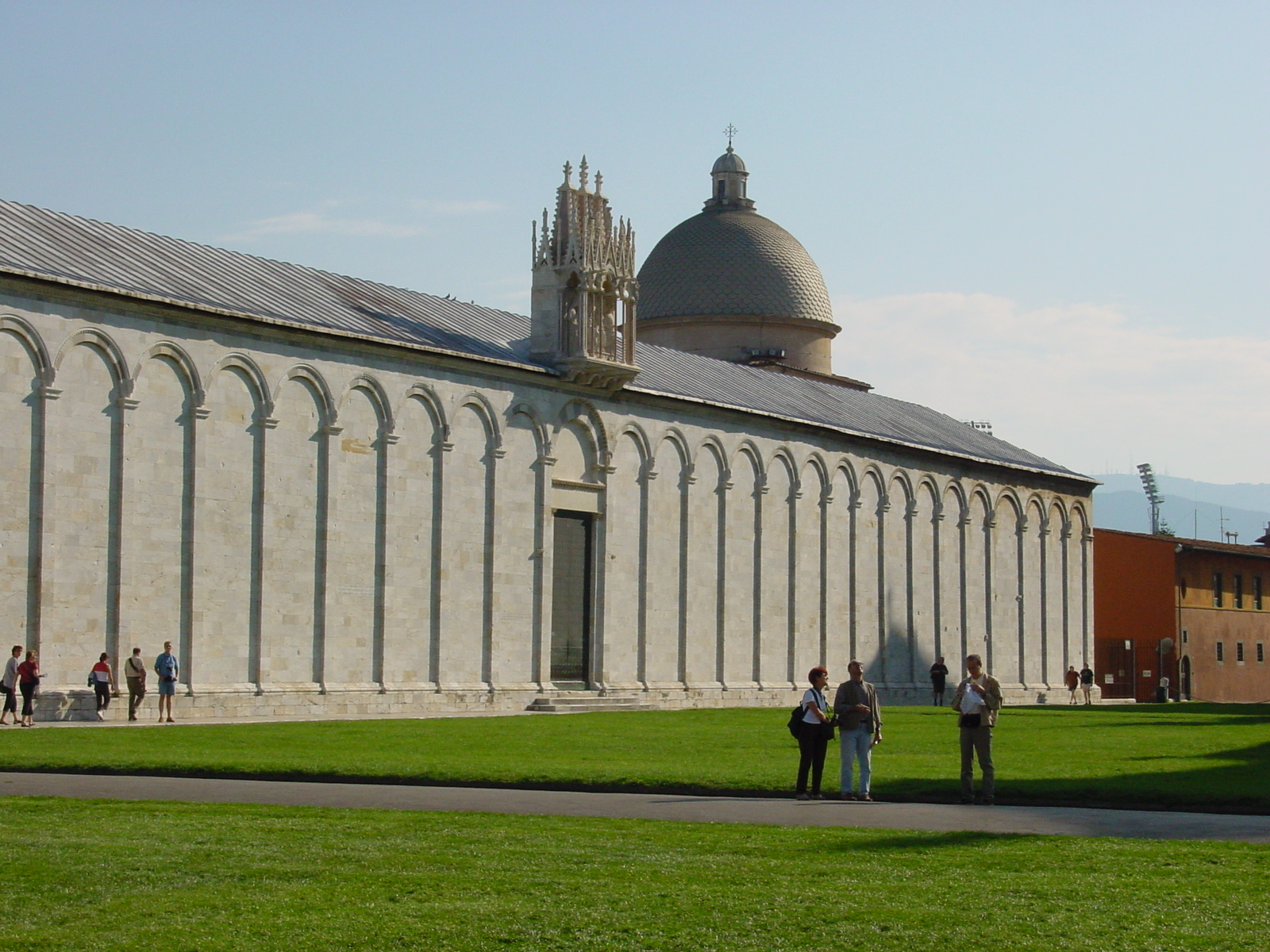
Camposanto Monumentale

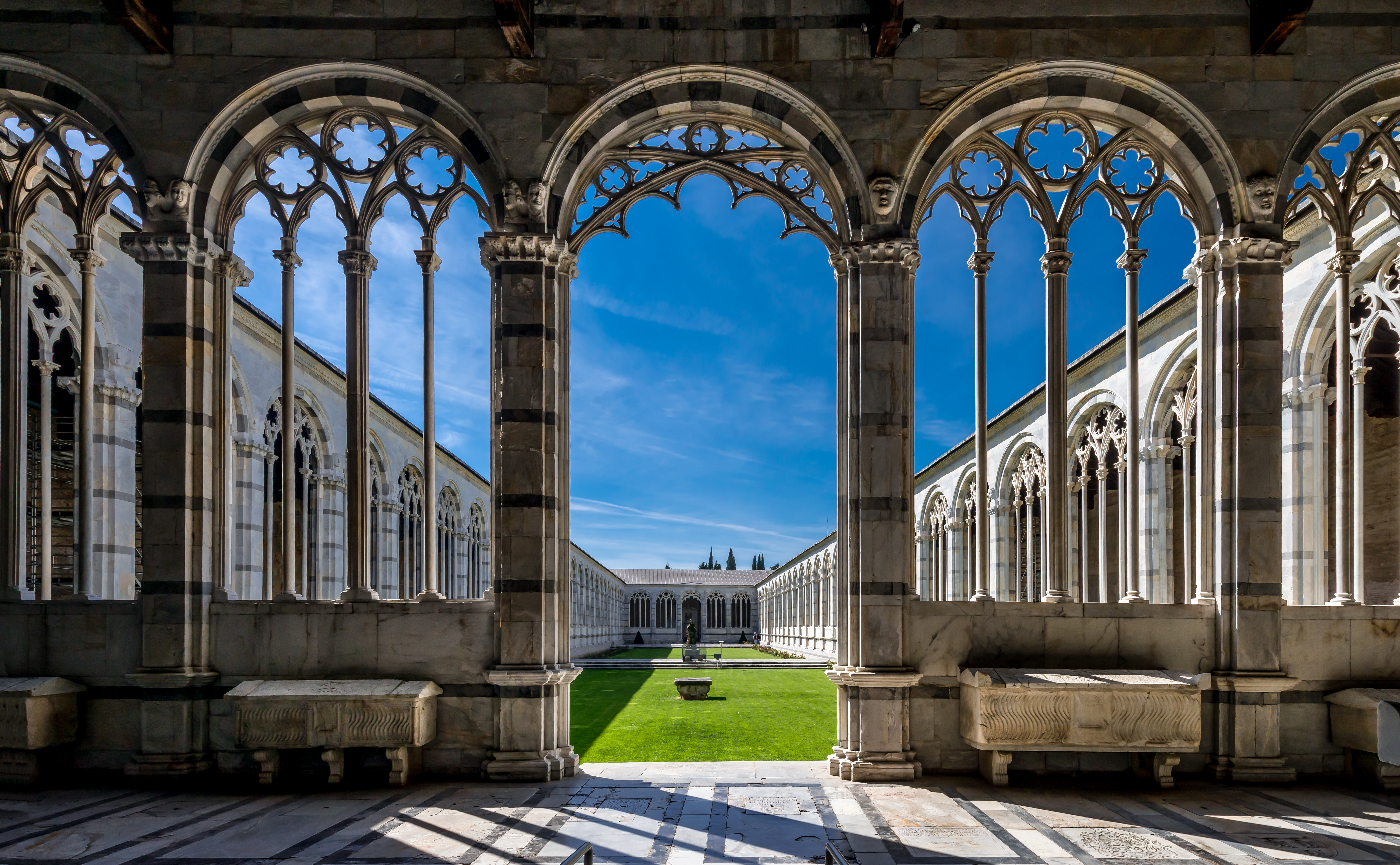
Blick auf den Innenhof des Camposanto

Der Camposanto Monumentale (deutsch: monumentaler Friedhof) ist eine Friedhofsanlage in Pisa.
Der Camposanto ist der nördliche Abschluss der Piazza dei Miracoli mit dem Dom, dem Baptisterium und dem berühmten Schiefen Turm. Die gotische Fassade mit Marmorblendarkaden wirkt wie eine Kulisse.

## Geschichte
Der Friedhof soll Überlieferungen zufolge Erde aus dem Heiligen Land enthalten, die Erzbischof Ubaldo de’ Lanfranchi von seiner Reise mit den Kreuzfahrern 1203 mitgebracht haben soll. Das rechteckige Bauwerk wurde 1278 von Giovanni di Simone begonnen, nach der Niederlage bei der Schlacht von Meloria unterbrochen und erst gegen 1358 fertiggestellt.

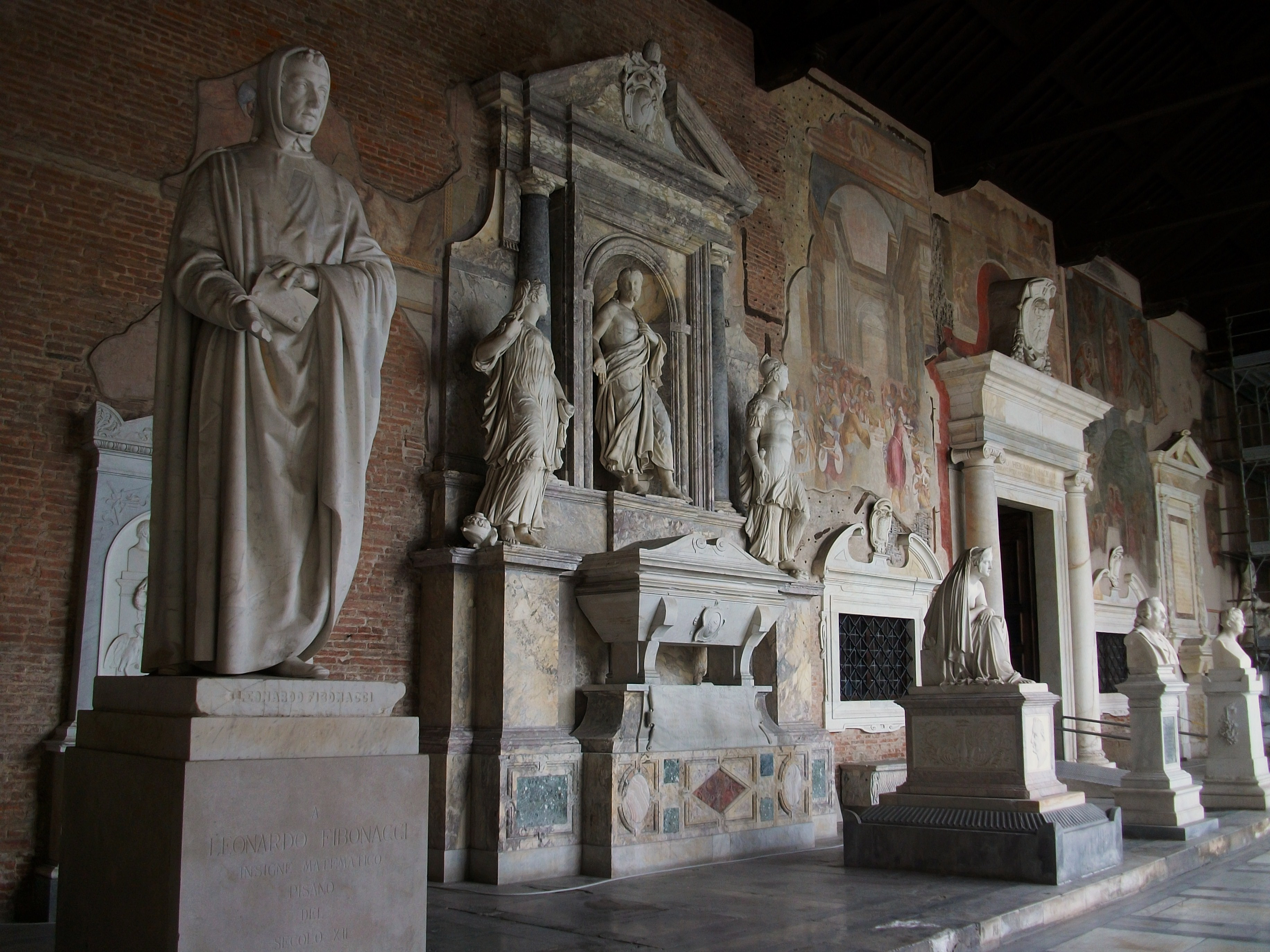
Camposanto Monumentale, Grabmäler des 18. Jahrhunderts

Im Inneren hat der Camposanto die Form eines langgestreckten Kreuzganges mit Rundbogenarkaden, der einen Hof mit grünem Rasen und Zypressen umläuft. Als Begräbnisstätte werden noch immer spätantike Sarkophage im Inneren beherbergt. Sie dienten bereits im Mittelalter den Adligen von Pisa als Gräber und waren anfangs rund um den Dom in Pisa aufgestellt. 
Vor der schweren Zerstörung des Camposanto durch die Bomben der Alliierten Streitkräfte im Zweiten Weltkrieg waren die Wände mit Fresken bemalt. Nach dem Krieg wurden sie mit der A-strappo-Technik von den Wänden abgenommen und restauriert. Unter der Putzschicht kamen dabei sogenannte Sinopien der Fresken zum Vorschein, die ebenfalls von den Wänden gelöst wurden und heute im Museo delle Sinopie zu betrachten sind. 
Dem Florentiner Buonamico Buffalmacco wird der berühmteste Freskenzyklus zugeschrieben, der den Triumph des Todes (Trionfo della Morte) darstellt, das Jüngste Gericht und die Hölle (Giudizio finale e Inferno) und eine Thebaïs, eine Darstellung der Lebensweise der frühchristlichen Eremiten. Früher wurden die Fresken Francesco Traini zugeschrieben.
Im südlichen Teil wurden 1342 die Geschichten Hiobs von Taddeo Gaddi, 1384 bis 1386 die Geschichten des Heiligen San Ranieri von Antonio Veneziano und 1390 bis 1391 die Geschichten der Heiligen Efisio und Potito von Spinello Aretino gemalt. Im nördlichen Teil wurden 1389 bis 1391 die Geschichten der Genesis von Piero di Puccio gemalt, die in der Cappella dal Pozzo zur Schau gestellt sind. Vollendet wurde dieser letzte Teil zwischen 1468 und 1483 von Benozzo Gozzoli mit Geschichten zum Alten Testament. Der östliche Teil des Camposanto Monumentale wurde zwischen dem 16. und 17. Jahrhundert mit Fresken bemalt.
In Deutschland wurden ähnliche Friedhöfe nach Vorbild des Camposanto errichtet, wie der im Jahr 1557 angelegte Stadtgottesacker in Halle (Saale). Viele deutsche Camposanto-Friedhöfe sind in den vergangenen Jahrhunderten durch Stadterweiterungen, Kriege oder Aufgabe der Friedhofsanlagen verloren gegangen.